# 울도항
울도항(蔚島港)은 인천광역시 옹진군 덕적면 울도리, 울도 섬에 있는 어항이다. 1999년 1월 1일 국가어항으로 지정되었으며, 관리청은 해양수산부 서해어업관리단, 시설관리자는 옹진군이다.

## 연혁
- 울도는 산재한 주위의 섬들이 울타리처럼 두르고 있다는데서 명칭이 비롯되었다고 전해지지만 너무 멀어 울고 그곳 사람들의 인심이 너무 좋아 또 울고 간다고 해서 울도라 했다는 설이 전해지고 있다. 1910년 덕적면이 신설되었으며, 해방이후 1973년 부천군에서 옹진군으로 편입되었다.
- 울도항은 덕적군도 내 최남단에 위치한 북동쪽의 항으로 삼면이 산맥으로 싸여 있어 유리한 지세를 갖추고 있으며 1993년 기본시설에 대한 계획을 수립하고 2005년 기본계획을 조정했다.[1]

## 어항구역
본 항의 어항구역은 다음과 같다.
- 수역: 울도분교 정문을 기점으로 하여 정북으로 600m 점(해상), 이점에서 정동으로 1,150m 점(해상)과 이점에서 직각으로 육지부를 각각 연결하는 선을 따라 형성된 공유수면[2]
- 육역: 인천광역시 옹진군 덕적면 울도리 19-15 외 1필지(상세내역은 생략)[3]